# As Cruel as School Children
As Cruel as School Children è il terzo album in studio della band Gym Class Heroes, pubblicato il 25 luglio 2006, dalle etichette discografiche Fueled by Ramen e Decaydance Records.

## Il disco
Una seconda versione dell'album, pubblicata il 4 novembre 2006 contiene il singolo di maggiore successo, Cupid's Chokehold, un riadattamento del brano Breakfast in America dei Supertramp del 1979, in featuring con Patrick Stump dei Fall Out Boy e con alcune modifiche dalla prima versione del pezzo, contenuta nel precedente album The Papercut Chronicles. Nel disco la band ha fatto ampio uso di chitarre acustiche, sintetizzatori e drum machine, mescolando più generi musicali, come funk, soul ed elettronica. L'album è stato certificato disco d'oro dalla RIAA, e nel 2007 ha venduto nel mondo 1 milione di copie, di cui la metà negli Stati Uniti.

## Tracce
1. 1st Period: The Queen And I – 3:15
2. 2nd Period: Shoot Down The Stars – 3:38
3. 3rd Period: New Friend Request  – 4:14
4. 4th Period: Clothes Off!! (featuring Patrick Stump) – 3:55
5. Lunch: Sloppy Love Jingle Part 1 – 1:52
6. 6th Period: Viva La White Girl – 3:53
7. 7th Period: 7 Weeks (featuring William Beckett) – 3:51
8. 8th Period: It's OK, But Just This Once! – 3:10
9. Study Hall: Sloppy Love Jingle Part 2 – 1:01
10. 10th Period: Biters Block – 3:48
11. Yearbook Club: Boys In Bands Interlude – 0:59
12. 12th Period: Scandalous Scholastics – 4:17
13. 13th Period: On My Own Time (Write On!) – 4:42
14. Intramurals: Cupid's Chokehold (featuring Patrick Stump) – 3:58
15. Detention: Sloppy Love Jingle Part 3 – 2:15

## Formazione
- Travie McCoy - voce
- Disashi Lumumba-Kasongo - chitarra
- Erica Roberts - basso
- Matt McGinley - batteria

## Singoli
- The Queen and I
- New Friend Request
- Cupid's Chokehold
- Shoot Down The Stars
- Clothes Off!!